# Walter Kannemann
Walter Wally Kannemann (Concepción del Uruguay, 14 de março de 1991) é um futebolista argentino que atua como zagueiro. Atualmente joga pelo Grêmio. 

## Carreira

### San Lorenzo
Filho de Pedro Antônio Kannemann e Mabel Leyes Valeria, Kannemann deu seus primeiros passos no futebol pelo San Lorenzo, da Argentina, clube a que chegou com oito anos de idade e permaneceu até se tornar profissional. Pelo clube argentino, sagrou-se campeão da Copa Libertadores de 2014 e do Torneio Inicial do Campeonato Argentino, na temporada 2013–14.

### Atlas
Após atuar no Mundial de Clubes pelo San Lorenzo, o argentino acertou sua transferência para o Atlas.

### Grêmio
Foi apresentado pelo Grêmio no dia 19 de julho de 2016, tendo sido contratado por 3,9 milhões de reais junto ao Atlas, do mexicano, assinando contrato até dezembro de 2019. Na apresentação, recebeu a camisa número 4.
Realizou sua estreia no dia 24 de agosto, sendo titular numa vitória por 1–0 contra o o Atlético Paranaense, fora de casa, em jogo válido pelas oitavas de final da Copa do Brasil.
Chamado de "incontestável", Kannemann foi eleito por dois jornalistas da Rede Brasil Sul de Televisão como a melhor contratação do Grêmio em 2016.
Após sete anos de Grêmio, muitas conquistas e uma idolatria, a capitania do zagueiro chegou a ficar de malas prontas para a Argentina. Isso porque, em agosto de 2023, o Independiente manifestou o interesse no atleta e a volta para casa chegou a ser cogitada. Entretanto, as negociações não se concretizaram e Kannemann renovou com o Grêmio.

## Seleção Nacional
No dia 17 de agosto de 2018, Kannemann foi convocado pela Seleção Argentina para participar dos amistosos contra a Guatemala no dia 7 de setembro e contra a Colômbia no dia 11 de setembro.
Já no dia 28 de setembro de 2018, foi novamente convocado pela para atuar nos amistosos contra o Iraque, no dia 11 de outubro, e contra o Brasil, no dia 16 de outubro.
Em 27 de setembro de 2019, foi novamente convocado para a disputa dos amistosos contra a Alemanha e contra o Equador, nos dias 9 e 13 de outubro, respectivamente.

## Títulos
San Lorenzo
- Copa Libertadores da América: 2014
- Torneio Inicial: 2013–14

Grêmio
- Copa do Brasil: 2016
- Copa Libertadores da América: 2017
- Recopa Sul-Americana: 2018
- Campeonato Gaúcho: 2018, 2019, 2020, 2021, 2022, 2023[15] e 2024

- Recopa Gaúcha: 2019, 2021, 2022, 2023 e 2025
- Taça Francisco Novelletto: 2020

### Prêmios individuais
- Seleção do Campeonato Gaúcho: 2018 e 2019
- Seleção dos Melhores da América: 2018